# Dobra Voda (Modriča, BiH)
Dobra Voda je naselje u općini Modriča, Republika Srpska, BiH.

## Stanovništvo
Nacionalni sastav stanovništva 1991. godine, bio je sljedeći:
ukupno: 89
- Hrvati - 85
- Srbi - 2
- Jugoslaveni - 1
- ostali, neopredijeljeni i nepoznato - 1

## Kultura
- Dobrovodski izvori, glazbeni sastav, izvođači izvorne glazbe